# Hypsugo anchietae
Hypsugo anchietae е вид бозайник от семейство Гладконоси прилепи (Vespertilionidae).

## Разпространение
Този вид прилеп е разпространен в сухите савани на Ангола, Демократична република Конго, Южна Африка, Замбия, Зимбабве и Мадагаскар.